# Bataille de Cheïnovo
Guerre russo-turque de 1877-1878
Batailles
Kizil Tepe — Zimnicea — Sistova — Nikopol — 1re col de la Chipka — 2e col de la Chipka — Lovča — 3e col de la Chipka — Gorni Dubnik — Kars — Plevna — Tashkessen — 4e col de la Chipka-Cheïnovo — Philippopolis
La bataille de Cheïnovo est l'une des dernières batailles de la guerre russo-turque de 1877-1878.

## Déroulement
Pendant la guerre de 1877, Cheïnovo fait partie de la zone défensive fortifiée érigé par les Turcs dans la vallée en face du col de Chipka.
Lorsque Plevna tombe fin novembre 1877, le commandant en chef de l'armée russe, profitant de nombreuses troupes disponibles, décide, malgré l'arrivée du froid, de traverser les Balkans et d'avancer sur Andrinople et au-delà. La décision est motivée par la situation extrêmement difficile des détachements des généraux Gourko et Radetzky, qui se trouvaient déjà dans les montagnes. Le général Radetzky, qui occupait le col de Chipka, disposait, avec l'arrivée des renforts de Plevna, d'environ 45 000 hommes ; cependant, même avec de telles forces, une attaque frontale contre les positions turques face au col était risquée en raison de la topographie et de la situation tactique. Par conséquent, deux colonnes de contournement sont envoyées contre le camp fortifié turc : par l'est (environ 19 000 hommes), sous le commandement du prince Sviatopolk-Mirsky, à travers le col de Trevnenski, et par l'ouest (16 000 hommes), sous le commandement du Général Skobelev, par le col Imitliski. Radetzky conservait jusqu'à 11 000 hommes dans les positions de Chipka. Les préparatifs d'une campagne d'hiver à travers les Balkans ont nécessité beaucoup de temps et n'ont été achevés que le 24 décembre.
Les troupes turques étaient commandées par Veysel Paşa ; la partie la plus importante de ses forces occupait un camp fortifié, l'autre était située sur les montagnes.
Le matin du 24 décembre, la colonne de Sviatopolk-Mirsky part des environs de Trevna et de Drenov. Malgré le fait qu'environ 2 000 Bulgares aient été envoyés dégager la route enneigée, le mouvement à travers le col est si difficile que l'artillerie de campagne doit être renvoyée à Trevna et qu'une seule batterie de montagne reste avec la colonne. Le 26 décembre, vers 17 heures, cette colonne descend sur le versant sud des montagnes. Ses principales forces : 19 bataillons, 5 sotnias cosaques et 8 canons de montagne se sont rassemblés dans des positions près du village de Goussovo.
Les troupes de Skobelev partent du village de Toplich dans la soirée du 24 décembre et, en traversant le col, elles rencontrent des difficultés encore plus grandes que la colonne ouest, car elles doivent franchir les amoncellements de neige, atteignant par endroits jusqu'à 2,16 m de hauteur. L'artillerie de campagne ne peut pas non plus passer. Le matin du 26 décembre, les troupes avancées de la colonne atteignent le flanc sud des Balkans, mais comme il fallait défaire les détachements turcs qui occupaient les hauteurs qui dominaient la descente, l'avant-garde (6 bataillons) ne réussit à descendre au village d'Imitlia que le soir ; les forces principales sont alors encore étirées tout au long du col.
Le camp fortifié occupé par les Turcs mesurait environ 7,5 km de circonférence et se composait de 14 redoutes, avec des tranchées d'infanterie devant et entre elles. La section sud du camp avait une importance stratégique, sa perte privant les Turcs d'un chemin de retraite. Les flancs est et ouest du camp étaient défavorables aux attaquants, car ils devaient avancer plus de trois kilomètres sur un terrain complètement plat et ouvert.
Le matin du 27 décembre, Sviatopolk-Mirsky lance une attaque sur le côté est et à 1 heure de l'après-midi a capturé la première ligne de fortifications, mais il n'a pas réussi à prendre la deuxième ligne. Son détachement de flanc occupe Kazanlak sans encombre et coupe le chemin de la retraite des Turcs vers Andrinople.
Le 27 décembre, l'avant-garde de Skobelev doit de nouveau repousser les Turcs des hauteurs, d'où ils tiennent le reste des forces de la colonne ouest sous leur feu. Bien que ces détachements aient été repoussés, Skobelev, en raison de la faiblesse des forces qui ont réussi à descendre des montagnes dans la vallée, n'ose pas mener une véritable attaque ce jour-là. Au petit matin du 28 décembre, les Turcs passent à l'offensive contre les troupes de la colonne est. Tous leurs assauts ont non seulement été repoussés, mais les Russes parviennent à capturer le village de Chipka et plusieurs tranchées. La poursuite de ce succès s'avère impossible, car à ce moment-là (vers 10 heures du matin), l'attaque de Skobelev n'avait pas encore commencé.
Sviatopolk-Mirsky, ayant subi des pertes importantes et dépensé une grande quantité de munitions, considéra sa position comme très difficile et envoya un rapport à Radetzky. Ce dernier, ne voyant pas le début de l'offensive de Skobelev derrière l'épais brouillard qui recouvrait la vallée, décida de faire reculer une partie des forces turques par une attaque frontale sur leur position, jetant 7 bataillons dans la bataille. À midi, ceux-ci descendent du mont Saint-Nicolas ; mais l'avancée le long de la route étroite et glacée, sous le feu croisé de l'artillerie et des fusils de l'ennemi, s'accompagne de pertes si énormes qu'ayant atteint la première rangée de tranchées, ils sont contraints de battre en retraite.
Pendant ce temps, Skobelev a lancé une offensive à 11 heures du matin, dirigeant l'attaque principale sur l'angle sud-ouest du bois de Cheïnovo. Après divers rebondissements, ses troupes prennent possession de ce bosquet et font irruption au milieu du camp fortifié. Dans le même temps, la colonne de Sviatopolk-Mirsky reprend son attaque sur le flanc est. Vers 15 heures, Veysel Paşa, convaincu de l'impossibilité d'une résistance supplémentaire, décide de se rendre. Ses troupes, qui se trouvaient dans les montagnes, reçoivent également l'ordre de déposer les armes. La majeure partie de la cavalerie turque réussit cependant à fuir.
Au total, 43 bataillons (tabors) se sont rendus, avec 93 canons. Côté russe, environ 5 700 hommes étaient hors de combat. La victoire de Cheïnovo a des conséquences décisives. Avec la capture de l'armée de Veysel Paşa, il n'y a plus personne pour défendre le chemin le plus court vers Andrinople et Constantinople, et avec la défaite des dernières forces de l'armée de Suleiman Paşa, poursuivies par les troupes du général Gourko, l'empire Ottoman ne peut continuer la guerre.

## Littérature
- Шипко-Шейновское сражение // Большая российская энциклопедия : [в 35 т.] / гл. ред. Ю. С. Осипов. — М. : Большая российская энциклопедия, 2004—2017.
- Шипка-Шейново // Советская историческая энциклопедия : в 16 т. / под ред. Е. М. Жукова. — М. : Советская энциклопедия, 1961—1976.
- Шейново // Энциклопедический словарь Брокгауза и Ефрона : в 86 т. (82 т. и 4 доп.). — СПб., 1890—1907.